# Exmore
Exmore is een plaats (town) in de Amerikaanse staat Virginia, en valt bestuurlijk gezien onder Northampton County.

## Demografie
Bij de volkstelling in 2000 werd het aantal inwoners vastgesteld op 1136.
In 2006 is het aantal inwoners door het United States Census Bureau geschat op 1387, een stijging van 251 (22,1%).

## Geografie
Volgens het United States Census Bureau beslaat de plaats een oppervlakte van
2,1 km², geheel bestaande uit land. Exmore ligt op ongeveer 10 m boven zeeniveau.

## Plaatsen in de nabije omgeving
De onderstaande figuur toont nabijgelegen plaatsen in een straal van 16 km rond Exmore.